# Manfred A. Zirngibl
Manfred A. Zirngibl (* 31. Mai 1938; † 22. März 2014) war ein deutscher Sammler traditioneller afrikanischer Waffen.
Schon früh interessierte er sich für Afrika und konnte im Missionsmuseum der Abtei Schweiklberg die Exponate in Augenschein nehmen. Nach dem Abschluss der Wirtschaftsaufbauschule in Passau begann er etwa 1958 afrikanische Objekte zu sammeln. Zirngibl ist Autor von anerkannten Fachbüchern und nutzte seine Expertise für verschiedene Ausstellungen, unter anderem im Weltmuseum Wien.

## Veröffentlichungen
- mit Werner Fischer: Afrikanische Waffen. Messer, Dolche, Schwerter, Beile, Wurfwaffen. Prinz-Verlag, Passau 1978, ISBN 3-9800212-0-3.
- Seltene afrikanische Kurzwaffen. = Rare African Short Weapons. = Rares armes courtes africaines. Verlag Morsak, Grafenau 1983, ISBN 3-87553-198-1.
- mit Dieter Plaschke: Afrikanische Schilde. Graphische Kunstwerke aus dem Schwarzen Erdteil. = African Shields. Graphic Art of the Black Continent. Panterra-Verlag, München 1992.
- mit Alexander Kubetz: Panga na visu. Kurzwaffen, geschmiedete Kultgegenstände und Schilde aus Afrika. HePeLo-Verlag, Riedlhütte 2009, ISBN 978-3-9811254-2-9.